# ديك فان ديك
ديك فان ديك (بالهولندية: Dick van Dijk)‏ (15 فبراير 1946 في جودة، جنوب هولندا - 8 يوليو 1997 في نيس)، لاعب كرة قدم هولندي، كان يلعب كمهاجم. تُوفي فجأة بعمر 51 عام بسبب الالتهاب الحاد في صمامات القلب بسبب العدوى البكتيرية.

## المسيرة الاحترافية

### أندية لعب لها
- تفينتي أنشخيدة
- أياكس أمستردام
- نادي نيس
- ريال مورسيا

## روابط خارجية
- ديك فان ديك على موقع قاعدة بيانات كرة القدم.إي يو (الإنجليزية)
- ديك فان ديك على موقع ناشيونال فوتبول تيمز (الإنجليزية)
- ديك فان ديك على موقع عالم كرة القدم.نت (الإنجليزية)